# داندی (اکلاهما)
داندی (به انگلیسی: Dundee) یک منطقهٔ مسکونی در ایالات متحده آمریکا است که در شهرستان کارتر، اکلاهما واقع شده‌است. داندی ۲۹۹٫۹۳ متر بالاتر از سطح دریا واقع شده‌است.